# Mielec
Mielec (prononcée mielets) est une ville de la voïvodie des Basses-Carpates, dans le sud-est de la Pologne. Elle est le chef-lieu du powiat de Mielec. Sa population s'élevait à 61 238 habitants en 2012.

## Géographie
Mielec se trouve à 49 km — 58 km par la route — au nord-ouest de Rzeszów, et à 221 km — 261 km par la route — au sud-est de Varsovie.

## Histoire
Depuis le premier partage de la Pologne en 1772 jusqu'en 1918, la ville fait partie de la monarchie autrichienne (empire d'Autriche), puis Autriche-Hongrie (Cisleithanie après le compromis de 1867), chef-lieu du district de même nom, l'un des 78 Bezirkshauptmannschaften en province (Kronland) de Galicie. Le sort de cette région fut dès lors disputée par la Pologne et la Russie soviétique, jusqu'à la paix de Riga, signée le 18 mars 1921.
Un bureau de poste a été ouvert en novembre 1850.
Au cours de la Seconde Guerre mondiale, les Allemands occupent la ville du 9 septembre 1939 au 6 août 1944.
Durant cette période, l'usine d'aviation de la ville produit des bombardiers et avions de chasse allemands.
La plupart des ouvriers étaient des travailleurs forcés réduits en esclavage dans ce qui était en réalité un camp de travaux forcés. Cela commence avec les juifs de la ville mais la majorité de ceux-ci furent déportés vers 1942 en camp d'extermination. Avant guerre, la communauté juive de la ville représente plus de la moitié de la population (2 800 habitants sur 5 500). Plusieurs assassinats de masse des juifs ont lieu dans les hangars de l'usine et les victimes sont enterrées dans des fosses communes de la ville. À la suite de cela, les travailleurs forcés étaient des juifs d'autres régions puis viennent des prisonniers de guerre et prisonniers politiques.
Après guerre, un monument commémorant les victimes de ces atrocités fut érigé dans l'usine ainsi qu'au cimetière catholique de Mielec.
Au cours de l'occupation, les nazis détruisent le cimetière juif et les bâtiments de la communauté juive. Le peu de survivants juifs de retour en ville firent face à l'impossibilité de reconstruire leur vie dans la ville en raison à l'hostilité et les menaces de mort des résidents polonais.
L'usine d'aviation PZL Mielec devint après 1945 la plus grosse usine de ce type en Pologne. C'était une source de nombreux emplois pour toute la région. Plus de 16 000 avions furent construits dans ces usines, notamment le Mikoyan-Gourevitch MiG-17, le Mikoyan-Gourevitch MiG-15, le PZL TS-11 Iskra ou encore l'Antonov An-2.

## Politique et administration
| Identité                                                | Période | Période                                   | Durée  | Étiquette |
| Identité                                                | Début   | Fin                                       | Durée  | Étiquette |
| ------------------------------------------------------- | ------- | ----------------------------------------- | ------ | --------- |
| Janusz Chodorowski (d) (né le 3 janvier 1944)           | 1994    | 2014                                      | 20 ans |           |
| Daniel Kozdęba (d) (12 novembre 1976 - 28 février 2018) | 2014    | 28 février 2018 (mort en cours de mandat) | 4 ans  |           |
| Jacek Wiśniewski (d) (né le 4 août 1976)                | 2018    | En cours                                  | 7 ans  |           |

## Personnalités
- Grzegorz Lato
- Hieronim Wrona

## Patrimoine
- Basilique Saint-Mathieu-l'Évangéliste
- Ancien palais de la famille Oborski
- Église paroissiale Saint-Marc-l'Évangéliste
- Église Saint-Marc
- Palais-pharmacie de la famille Suchorzewski

## Économie
À Mielec est située la Zone économique spéciale où sont implantées les sociétés Sikorsky Aircraft, Zielona Budka, Kronospan, Organika, Kirchhoff, etc.

## Sport
La ville est notamment connue pour son club omnisports du Stal Mielec, reconnu pour ses sections de football, de handball masculin et de volley-ball féminin.

## Culture
Chaque année se déroule à Mielec le Festival international de musique.

## Jumelages
- Douchy-les-Mines (France) depuis le 11 novembre 1990
- Moukatchevo (Ukraine) depuis janvier 1993
- Vila Nova de Poiares (Portugal) depuis juin 2001
- Löhne (Allemagne) depuis le 15 juillet 2002
- Tiszaföldvár (Hongrie) depuis le 11 août 2006
- Morlaix (France) depuis le 29 mai 2011
- Saint-Martin-des-Champs, département du Finistère (France) depuis le 29 mai 2011
- Saint-Thégonnec (France) depuis le 29 mai 2011